# Framkallande av fara för annan
Framkallande av fara för annan är ett brott enligt 3 kap 9 § Brottsbalken.
Utsätter någon av grov oaktsamhet annan för livsfara eller fara för svår kroppsskada eller allvarlig sjukdom, dömes för framkallande av fara för annan till böter eller fängelse i högst två år. Farerekvisitet har prövats av Högsta domstolen i NJA 1987 s. 490.
En HIV-smittad kvinna hade oskyddat vaginalt och oralt samlag. Hon dömdes för framkallande av fara för annan till fängelse ett år. Högsta domstolen fastställde beslut om utvisning. En HIV-infekterad man som har haft oskyddade samlag med tio olika personer dömdes till ett års fängelse samt till att utge skadestånd till flera målsägande. En man har dömts för framkallande av fara för annan bestående i att han hanterat en så kallad bengalisk eld vid en fotbollsmatch.

## Fotnoter
1. ↑  3 kap. 9 § Brottsbalken (1962:700)
2. ↑  NJA 1987 s. 490
3. ↑  NJA 1995 s. 448
4. ↑  NJA 2004 s. 176
5. ↑  RH 2008:15